# Strażnica KOP „Pieszczaniki”

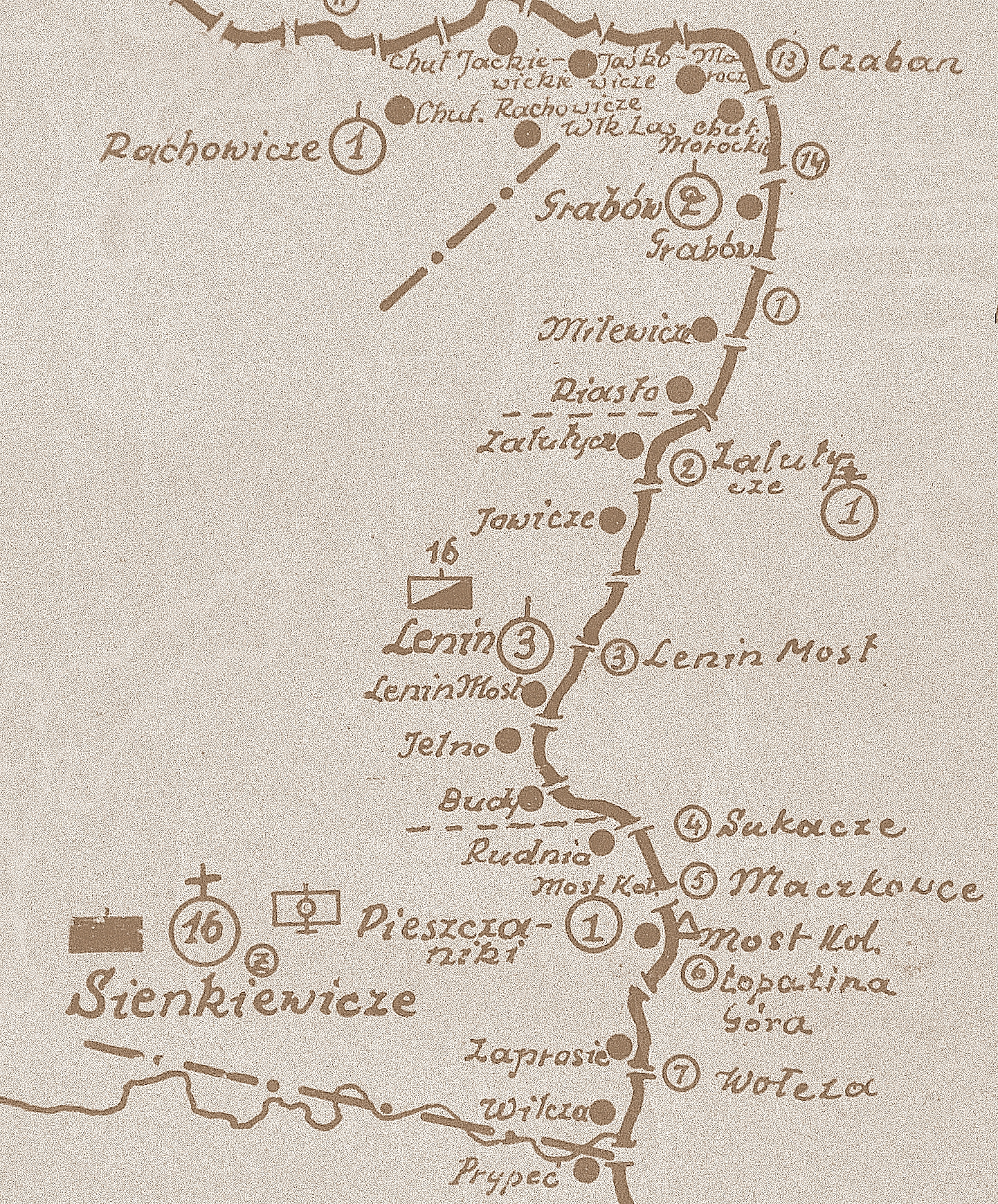
Rozmieszczenie batalionu KOP „Sienkiewicze” w 1931

Strażnica KOP „Pieszczaniki” – zasadnicza jednostka organizacyjna Korpusu Ochrony Pogranicza pełniąca służbę ochronną na granicy polsko-sowieckiej.

## Formowanie i zmiany organizacyjne
W 1925, w składzie 5 Brygady Ochrony Pogranicza, został sformowany 16 batalion graniczny. W 1928 w skład batalionu wchodziło 16 strażnic. Strażnica KOP „Pieszczaniki” w latach 1928–1929 i w 1932 funkcjonowała w strukturze organizacyjnej 1 kompanii granicznej KOP „Pieszczaniki”. W komunikacie dyslokacyjnym z 1934 nie występuje. Strażnica liczyła około 18 żołnierzy i rozmieszczona była przy linii granicznej z zadaniem bezpośredniej ochrony granicy państwowej.
W 1932 obsada strażnicy zakwaterowana była w budynku prywatnym.

## Służba graniczna
Podstawową jednostką taktyczną Korpusu Ochrony Pogranicza przeznaczoną do pełnienia służby ochronnej był batalion graniczny. Odcinek batalionu dzielił się na pododcinki kompanii, a te z kolei na pododcinki strażnic, które były „zasadniczymi jednostkami pełniącymi służbę ochronną”, w sile półplutonu. Służba ochronna pełniona była systemem zmiennym, polegającym na stałym patrolowaniu strefy nadgranicznej, wystawianiu posterunków alarmowych, obserwacyjnych i kontrolnych stałych, patrolowaniu i organizowaniu zasadzek w miejscach rozpoznanych jako niebezpieczne, kontrolowaniu dokumentów i zatrzymywaniu osób podejrzanych, a także utrzymywaniu ścisłej łączności między oddziałami i władzami administracyjnymi.
Sąsiednie strażnice:
- strażnica KOP „Wilcza” ⇔ strażnica KOP „Prypeć” - 1928[2]
- strażnica KOP „Most Kolejowy” ⇔ strażnica KOP „Zaprosie” – 1929[3], 1932[4]